# Harold Wilson
James Harold Wilson, baron Wilson af Rievaulx KG OBE PC (født 11. marts 1916 i Huddersfield, West Yorkshire, død 24. maj 1995 i London) var en britisk socialdemokratisk politiker, som var premierminister i Storbritannien fra 1964 til 1970 og igen fra 1974 til 1976.

## Biografi
Harold Wilson blev født i 1916. Han studerede økonomi i Oxford og begyndte i studietiden at interessere sig for politik. Efter at have arbejdet som statstjenestemand under 2. verdenskrig blev han i 1945 indvalgt for valgkredsen Olmskirk i det britiske underhus. Efter en valgreform i 1950 repræsenterede han valgkredsen Hoyton ved Liverpool.
Kort efter valget til parlamentet fik han første gang sæde i regeringen og blev dermed Storbritanniens yngste minister nogensinde. Han trådte tilbage i 1951 i protest mod indførelsen af egenbetaling i det britiske sundhedsvæsen.
Han fik senere plads i det socialdemokratiske skyggekabinet som skyggefinansminister. I 1956 skabte han begrebet "gnomerne fra Zürich", som henviste til schweizisk valutaspekulation. Han kandiderede forgæves til posten som leder for Labour i 1960, men da Hugh Gaitskell overraskende døde i 1963 fulgte Wilson ham som partileder.
Harold Wilson var bestyrelsesformand for Labour (formand for den årlige kongres) i 1961-1962.
Labour vandt ved parlamentsvalget 16. oktober 1964 et knapt flertal, og Wilson blev premierminister. Efter en kort og vellykket regeringstid vandt Labour en komfortabel majoritet på 99 mandater.
Udenrigspolitikken under Wilson blev præget af kriserne i de tidligere britiske kolonier, specielt i Rhodesia og Sydafrika. Wilson modstod presset fra USA om at sende styrker til Vietnam. Senere som økonomien i Storbritannien forværredes, sank støtten fra vælgerne. Da meningsmålingerne gik bedre, udskrev Wilson nyvalg. Til hans overraskelse tabte Labour valget den 19. juni 1970, og  Edward Heath blev prime minister. Trods det bitre nederlag fortsatte Wilson som partileder og blev 6. marts 1974 premierminister igen, efter at Heath ikke havde forbedret landets økonomi.
16. marts 1976 erklærede Wilson overraskende sin afgang som premierminister og fra politik. Han oplyste at han altid havde planlagt at pensionere sig ved 60-årsalderen. I virkeligheden var han blevet klar over at han led af Alzheimers syndrom.
Udenrigsminister James Callaghan fulgte Wilson som premierminister den 5. april 1976. Wilson var til 1983 indvalgt i parlamentet og blev derefter udnævnt til Life peer som Baron Wilson of Rievaulx. Efter 1985 trak han sig næsten fuldstændigt bort fra offentligheden. Han døde i 1995 af tarmkræft.

## Historiske registreringer
- 14. august 1969 - Storbritanniens premierminister Harold Wilson sætter tropper ind i Nordirland for at bringe uroligheder mellem katolikker og protestanter til ophør - dog uden held